# Port lotniczy Tacuarembó
Port lotniczy Tacuarembó (hiszp. Aeropuerto Tacuarembó) – jeden z urugwajskich portów lotniczych. Znajduje się w mieście Tacuarembó.